# Lipocarpha echinus
Lipocarpha echinus är en halvgräsart som beskrevs av Jean Raynal. Lipocarpha echinus ingår i släktet Lipocarpha och familjen halvgräs.
Artens utbredningsområde är Zambia. Inga underarter finns listade i Catalogue of Life.